# Cloudy with a Chance of Meatballs
Cloudy with a Chance of Meatballs é um livro infantil de autoria do escritor americano Judi Barrett e ilustrador Ron Barrett. Foi publicado pela primeira vez em 14 de setembro de 1978 pela Simon & Schuster marca Atheneum Books, seguido por um 1982 paperback de comércio edição de empresa irmã Aladdin Paperbacks. Com base em uma pesquisa on-line de 2007, National Education Association nomeou o livro como um dos "100 melhores livros para crianças para professores". Foi um dos "100 melhores livros ilustrados" de todos os tempos em uma pesquisa de 2012 do School Library Journal
Uma sequência, Pickles to Pittsburgh , foi publicada em 2000 pela Atheneum Books; uma edição de capa dura foi seguida em 2009. Uma segunda sequência, Planet of the Pies, foi publicada em 27 de agosto de 2013.

## Lote
O livro detalha uma história de ninar narrada por um avô a seus netos, descrevendo o cotidiano dos cidadãos de uma cidade imaginária chamada Chewandswallow, caracterizada por seu estranho padrão meteorológico diário.
Com uma população de cerca de 300 habitantes, Chewandswallow era uma cidade típica e muito pequena, que incluía um cinema, uma escola e outras empresas típicas. No entanto, a cidade era completamente desprovida de shoppings e lojas de alimentos, pois eram totalmente desnecessários. O céu forneceu aos habitantes da cidade todas as refeições diárias necessárias chovendo (ou em alguns casos, nevando) alimentos. Diferente do clima típico, o clima de Chewandswallow sempre acontecia três vezes ao dia, no café da manhã, no almoço e na hora do jantar. As únicas coisas que não choveram eram chuva e neve, neve de verdade. Em vez disso, choveu coisas como sopa e suco, purê de batatas e ervilhas verdes. Sempre que as tempestades apareciam, eram geralmente construídas com alimentos como hambúrgueres.
Apesar de não conter shoppings e supermercados para obter comida, Chewandswallow continha restaurantes: restaurantes sem teto, onde os clientes servem basicamente a comida que cai do céu e entra no prédio sem teto (enquanto o livro nunca indica, isso basicamente os torna restaurantes totalmente inútil). As pessoas podiam manter seus alimentos em geladeiras como refeições ou lanches sempre que sentiam fome. A cidade também foi mantida pelo Departamento de Saneamento de Chewandswallow, um serviço público de limpeza responsável por limpar toda a comida restante do clima do dia. Os restos de comida eram usados para alimentar animais de estimação perdidos, bem como criaturas marinhas (incluindo cetáceos e tartarugas marinhas) e vida selvagem em terra. Alguns também foram enterrados para enriquecer o solo. Com a ausência de supermercados e shopping centers,
No entanto, a vida das pessoas da cidade de Chewandswallow era deliciosa. Mas então, depois de alguns milênios passarem (e toda a empolgação da comida no clima havia diminuído), o clima gradualmente (mas inesperadamente) levou os moradores da cidade a piorar. Quando o tempo piorou, as pessoas começaram a perceber que não estavam felizes com o que pensavam. Um dia, não havia nada além de queijo Gorgonzola. No dia seguinte, havia apenas brócolis cozido demais. No dia seguinte, havia apenas couve de Bruxelas, manteiga de amendoim e maionesenojento as crianças na festa de aniversário sempre que eles tinham festas de aniversário. Isso exigia uma festa de aniversário para montar sempre um "bolo" de nojento parecido com um bolo de aniversário feito apenas com ingredientes grosseiros. No dia seguinte, houve uma névoa de sopa de ervilha que praticamente destrói toda a visibilidade possível até uma distância incrivelmente curta.
Mas este foi apenas o começo do desastre de Chewandswallow. Tempestades não apenas desagradáveis, mas também de alimentos perigosamente grandes demais começaram a devastar a comunidade. Um dia, havia tantos pães e pãezinhos que o Departamento de Saneamento levou quatro anos para limpar (resultando em trabalhadores empilhando-os em algum lugar, deixando-os cada vez mais obsoletos). Na manhã seguinte, houve uma tempestade de panquecas (seguida de uma chuva de xarope de bordo pelas panquecas que inundavam a cidade). Uma panqueca gigante cobriu a escola. Depois que todas as tentativas falharam em tirá-lo por causa de seu peso, a escola foi fechada para sempre. Então, um dia, o almoço trouxe trocas de 50 (ou 60) polegadas de sanduíches de creme de queijo e geléia. Todos (que estavam comendo esses sanduíches para o almoço) se alimentavam doentes e o dia terminou com dor de estômago. Finalmente, o pior desastre da história de Chewandswallow ocorreu quando um gigantesco tornado de tomate devastou várias casas, prédios e estradas. As pessoas espirravam bobas (devido a uma terrível tempestade de sal e pimenta que foi acompanhada pelo tornado) e corriam para evitar os tomates.
Por fim, a limpeza do serviço do departamento de saneamento tornou-se inviável. Portanto, como o trabalho era grande demais, o serviço desistia e desligava as operações para sempre. Todo o Departamento de Saneamento de Chewandswallow (locais e toda a mercadoria) foi permanentemente interrompido na cidade. Devido à interrupção das operações, os moradores de Chewandswallow sofreram com a comida devastadora. As pessoas temiam por suas vidas, enquanto pedaços gigantes de comida vinham de Chewandswallow, destruindo casas e empresas. As lojas foram fechadas com tábuas e não havia mais escola para as crianças (devido ao fechamento das escolas para sempre).
Não havia nenhuma dúvida na mente das pessoas da cidade sobre o que fazer em Chewandswallow. Finalmente, os moradores da cidade decidiram abandonar permanentemente a cidade. Eles queriam mudar para um novo local onde o clima adequado (como chuva ou neve) ocorreria. Era uma questão de sobrevivência. Para deixar a cidade para sempre, o povo de Chewandswallow trabalhou juntos para construir navios gigantes. Para fazer os navios, eles usaram o pão velho e os pãezinhos e os colaram em pedaços gigantes de sanduíche de pão velho com manteiga de amendoim e cotão de marshmallow. Isso transformou seu "navio-sanduíche" em um sanduíche gigante de manteiga de amendoim e marshmallow. Eles então partem e partem para uma terra nova e permanente.
Agora a salvo dos perigos apresentados pelas chuvas, os habitantes da cidade se instalam em seu novo lar (que o livro nunca mencionou pelo nome). Embora a vida estivesse agora muito mais pacífica, os habitantes da nova terra estavam agora acostumados com o novo clima (onde a partir de então chovia chuva e nevava). Nada desceu do céu senão o tempo real. A maior mudança para as pessoas conseguirem comida era comprar comida de uma loja (incluindo shoppings e supermercados) e não consegui-la do céu. Além disso, eles precisavam aprender a cozinhar os alimentos antes de servir (em oposição a qualquer carne que descesse "pré-cozida" em Chewandswallow). Ninguém mais foi atropelado por um hambúrguer, nem se atreveu a voltar a Chewandswallow para descobrir o que aconteceu, pois estavam com muito medo. No final, todos viveram felizes para sempre.
Agora voltando aos netos, quando o avô termina a história de ninar, a neta, na narração em primeira pessoa, menciona que ela e Henry ainda estavam acordados; acordado até o final da história do vovô.
Na manhã seguinte, os netos acordam e descobrem a neve. Depois de se arrumar e sair correndo para brincar, a neta imagina que o sol (como manteiga) e a neve (como purê de batatas) são como a comida no clima de Chewandswallow, a partir da história que o vovô havia contado a ela e Henry na noite anterior. Porque parece que ela e Henry quase podiam cheirar purê de batatas. O livro termina com uma foto de uma tigela de neve e sol se transformando (ou convertendo) em purê de batatas com manteiga, que termina no almoço / jantar de purê de batatas com manteiga.

## Sequelas
O seguimento da história, Pickles to Pittsburgh , conta sobre as crianças que receberam um cartão postal de seu avô, que afirma estar visitando as ruínas do que antes era a lendária cidade de Chewandswallow. As crianças então dormem e sonham que estão lá com ele, ajudando a reconstruir a paisagem pós-apocalíptica e a restaurá-la para onde é habitável novamente, além de distribuir enormes quantidades de comida para as nações em desenvolvimento e atingidas pela pobreza. abrigos para sem-teto em todo o mundo. Isso prova ser difícil, pois pode haver mais tempestades de comida a caminho.
Um terceiro livro da série, Cloudy with a Chance of Meatballs 3: Planet of the Pies, foi lançado em 27 de agosto de 2013. Ele detalha um sonho que o vovô teve sobre a primeira expedição tripulada a Marte, onde a sociedade marciana é dominada diariamente tempestades de tortas.

## Adaptações de filmes
Em 18 de setembro de 2009, a Sony Pictures Animation lançou uma adaptação cinematográfica do livro, e o DVD foi lançado em 5 de janeiro de 2010. Um novo elenco de personagens foi criado para o desenvolvimento da trama, enquanto a sinopse foi alterada de comida caindo do céu de meteorologia a ser feita a partir de uma máquina. Bill Hader e Anna Faris deram as vozes dos dois personagens principais. Hader fala de Flint Lockwood, "um jovem inventor que sonha em criar algo que melhore a vida de todos". Faris dá a voz a Samantha "Sam" Sparks ", uma garota do tempo cobrindo a cautela que esconde sua inteligência por trás de um exterior alegre." James Caan, Bruce Campbell, Sr., Andy Samberg, Neil Patrick Harris, Bobb'e J. Thompson, Benjamin Bratt, Al Roker, Lauren Graham, e Will Forte também estão no elenco de voz. Os co-roteiristas e co-diretores Philip Lord e Chris Miller disseram que seria uma homenagem e uma paródia de filmes de desastre como Twister, Armageddon, The Core e The Day After Tomorrow.
Ao contrário do livro em que um avô conta a seus dois netos uma história para dormir sobre Chewandswallow, um inventor chamado Flint Lockwood, que vive em Swallow Falls (nome original de Chewandswallow antes do clima alimentar), inventa uma máquina que transforma o vapor de água da atmosfera em comida. Originalmente, o fenômeno era limitado a Swallow Falls, mas o uso excessivo da máquina faz com que ela funcione mal e o clima dos alimentos melhore, além de espalhá-lo por todo o mundo. Uma sequência do filme, intitulada Cloudy with a Chance of Meatballs 2 foi lançada em 27 de setembro de 2013, no entanto, é baseada em uma ideia original, e não em Pickles to Pittsburgh.